# Домбург
Домбург (нід. Domburg) — місто в нідерландській провінції Зеландія. Входить до муніципалітету Вере.
Його площа становить 6,68 км², а населення станом на 2021 рік складало 1 660 осіб.
Раніше мало статус окремого муніципалітету.

## Галерея

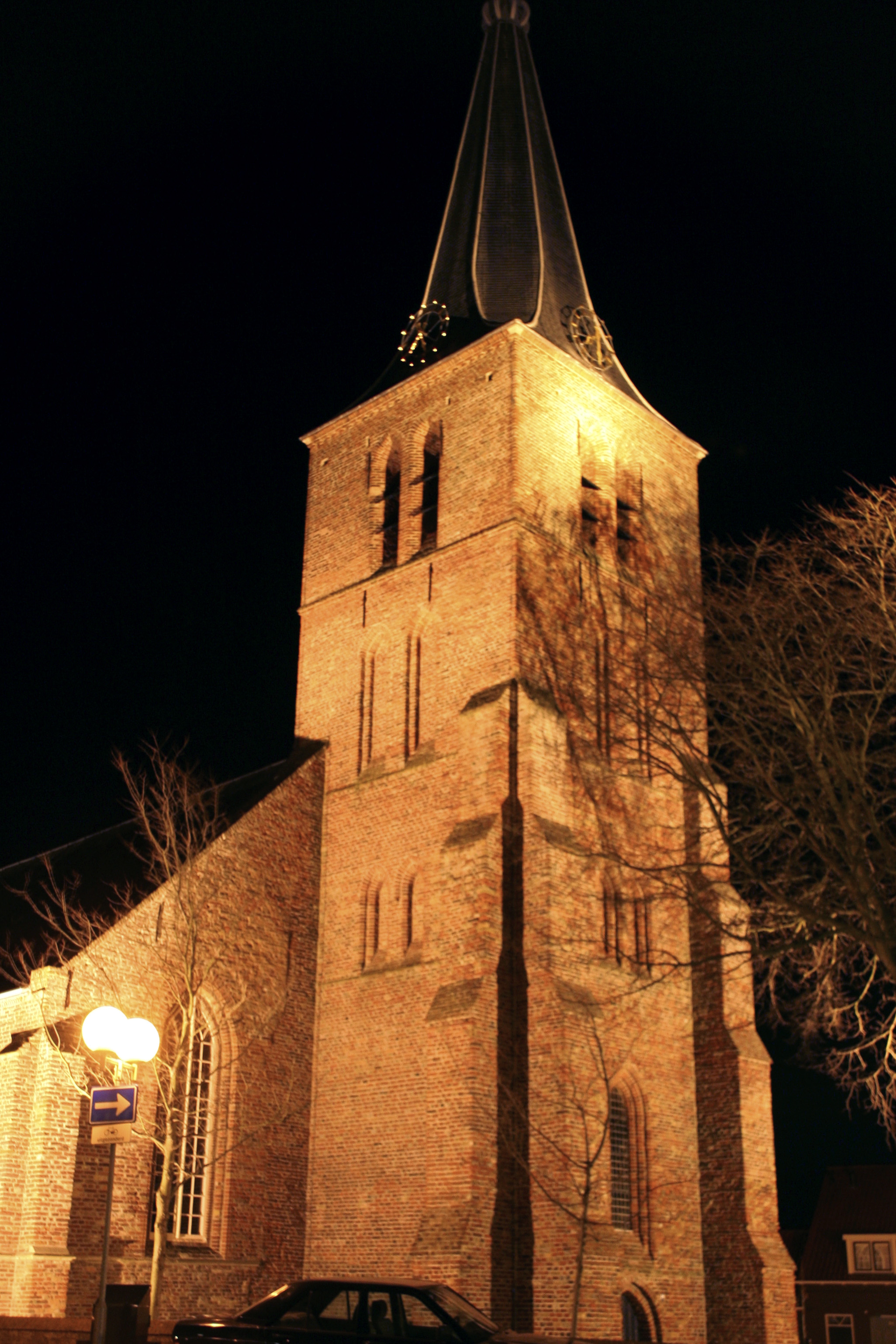
Церква у місті
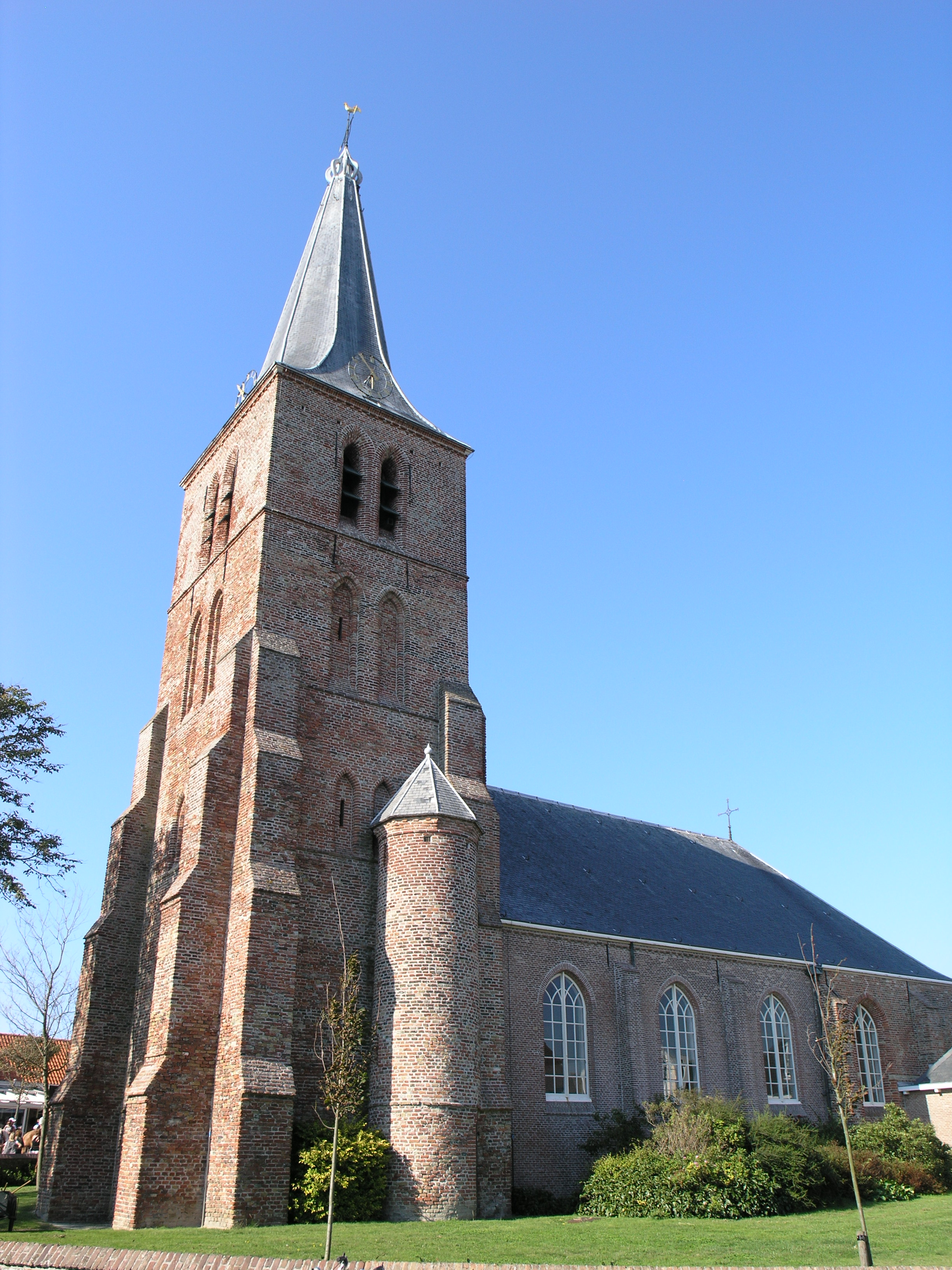
Церква у місті